# Melkzuur
Melkzuur is een organische verbinding met als brutoformule C3H6O3. In de scheikunde is de zuivere stof melkzuur vast, maar het racemisch mengsel van melkzuur is een olieachtige kleurloze hygroscopische vloeistof, die goed oplosbaar is in water. In de biologie is melkzuur een stof (metaboliet) die bij verschillende biologische processen vrijkomt, met name bij de onvolledige, zuurstofloze afbraak van glucose, zogeheten anaerobe dissimilatie. Melkzuur wordt niet tot de koolhydraten gerekend. Het E-nummer van melkzuur is E270.

## Structuur en eigenschappen
Melkzuur is een carbonzuur, meer bepaald een alfahydroxycarbonzuur, dat verzuurde melk haar zure smaak geeft. In het menselijk lichaam wordt melkzuur gevormd bij zware inspanning met onvoldoende zuurstoftoevoer. Het ontstane zuurstofgebrek leidt in de spiercellen tot anaerobe (onvolledige) afbraak van glucose, waarbij melkzuur wordt gevormd. Dit onvolledige afbraakproces staat tegenover de, normale, zuurstofrijke volledige afbraak van een glucosemolecuul: de celademhaling. Tijdens de celademhaling worden in de spiercel, per afgebroken molecuul glucose, via meerdere stappen uiteindelijk 30 tot 36 energierijke moleculen ATP geproduceerd, en oxideren glucosemoleculen volledig tot de anorganische stoffen kooldioxide en water. De onvolledige afbraak van een glucosemolecuul levert, naast de vorming van melkzuur, slechts twee moleculen ATP op. De chemische energie komt nauwelijks via ATP beschikbaar voor contractie door de spiercellen, maar blijft voor het grootste deel in het gevormde melkzuur zitten; de spieren kunnen daardoor de gevraagde krachtsinspanning niet voldoende leveren (de spieren zijn "verzuurd"). In neutraal en basisch milieu (pKa = 3,86), dus ook in het lichaam, dissocieert melkzuur tot een negatief geladen lactaation en een H+-ion. Het lactaat is een substraat (uitgangsstof) dat door de lever gebruikt wordt om opnieuw glucose te vormen, via gluconeogenese.
Melkzuur is een chiraal molecuul. Door aanwezigheid van een stereogeen centrum bestaan er twee enantiomeren. Op grond van hun verschillende optische activiteit wordt D-melkzuur ook wel linksdraaiend melkzuur, en L-melkzuur rechtsdraaiend melkzuur genoemd. Het draaien heeft betrekking op de richting waarin het enantiomeer de polarisatie van licht kan veranderen. 
D- en L-melkzuur uit voedsel (zuivel) worden verschillend door het lichaam opgenomen. Rechtsdraaiend melkzuur wordt gemakkelijk door het lichaam gemetaboliseerd, omdat het structureel identiek is aan het melkzuur dat (onder andere) in spierweefsel wordt geproduceerd. Linksdraaiend melkzuur is niet lichaamseigen, maar kan wel (zij het langzamer) door het lichaam worden verwerkt. Het wordt uiteindelijk via urine en zweet uitgescheiden. Baby's en jonge kinderen zijn nog niet goed in staat grotere hoeveelheden linksdraaiend melkzuur te verwerken, derhalve wordt ouders aangeraden de kinderen producten te geven die rechtsdraaiend melkzuur bevatten.

## Gisting

### Gisting in het lichaam
Onder anaerobe omstandigheden wordt L-melkzuur gevormd uit pyrodruivenzuur door de werking van het enzym melkzuurdehydrogenase. Bij deze omzetting wordt NADH geoxideerd tot NAD+.
Deze melkzuurgisting vindt onder andere in de rode bloedcellen plaats, omdat deze geen mitochondria hebben, maar ook bij zware inspanning in de spieren, omdat de spiercellen tijdens de zware inspanning voor de aerobe dissimilatie van glucose onvoldoende zuurstof krijgen.
Het L-melkzuur komt in het bloed terecht en bedraagt gemiddeld onder normale omstandigheden 1 tot 2 mmol/L, maar bij zware inspanning kan dit oplopen tot twintigmaal zoveel. De lever neemt 60% van het L-melkzuur op en zet het om in glycogeen, dat weer omgevormd wordt tot glucose door middel van glycogenolyse. De glucose komt in het bloed en kan weer door het lichaam gebruikt worden. Deze cyclus, voor het eerst beschreven door Carl en Gerty Cori, staat bekend als de Cori-cyclus. De resterende 40% van het melkzuur wordt door spiercellen omgezet in pyrodruivenzuur, dat met behulp van zuurstof in de citroenzuurcyclus en de elektronentransportketen wordt verwerkt.

### Bacteriële gisting
Melkzuurbacteriën vormen melkzuur bij gisting, wat voor de zure smaak zorgt van onder andere verzuurde melk. Daarnaast worden ze gebruikt bij de bereiding van melkproducten zoals yoghurt, kaas en kefir, evenals bij de bereiding van fermentatieproducten zoals zuurkool en andere vergiste zetmeelproducten. Gefermenteerde (al dan niet biologische) groentesappen bevatten eveneens melkzuur. Melkzuur ontstaat ook bij de malolactische gisting van wijn, waarbij het scherp smakende appelzuur wordt omgezet in het milder smakende melkzuur.
Sommige soorten melkzuurbacteriën (Lactobacillus casei) maken alleen of hoofdzakelijk de linksdraaiende vorm, sommige de rechtsdraaiende vorm (Lactobacillus delbrueckii ssp. bulgaricus) en sommige beide vormen (het racemisch mengsel, onder andere Lactobacillus acidophilus).
Dit proces wordt in de voedingsindustrie toegepast. Doorgaans wordt kristalsuiker als grondstof gebruikt, dat met behulp van bacteriën wordt omgezet in melkzuur. Na zuivering wordt het product verkocht of verder verwerkt tot afgeleide producten, zoals lactaten. De grootste producent van melkzuur is Corbion Purac.
Door melkzuurbacteriën in de mond gevormd melkzuur veroorzaakt tandbederf.

## Grondstof voor polymeren
Melkzuur wordt meer en meer gebruikt voor de productie van biologisch afbreekbare polymeren (polymelkzuur). De polymerisatie gebeurt doorgaans niet met melkzuur maar met het cyclisch dimeer van melkzuur: lactide. Deze polymeren uit hernieuwbare grondstoffen werden aanvankelijk vooral gebruikt in speciale toepassingen zoals in de chirurgie (hechtdraden die na verloop van tijd uiteenvallen en niet hoeven te worden verwijderd), maar ze vinden ook steeds vaker toepassing als vervanger van de traditionele plastics uit petroleumchemicaliën.